# Lycée de l'image et du son d'Angoulême
Pour les articles homonymes, voir LISA.
 (juin 2024).
Si vous disposez d'ouvrages ou d'articles de référence ou si vous connaissez des sites web de qualité traitant du thème abordé ici, merci de compléter l'article en donnant les références utiles à sa vérifiabilité et en les liant à la section « Notes et références ».

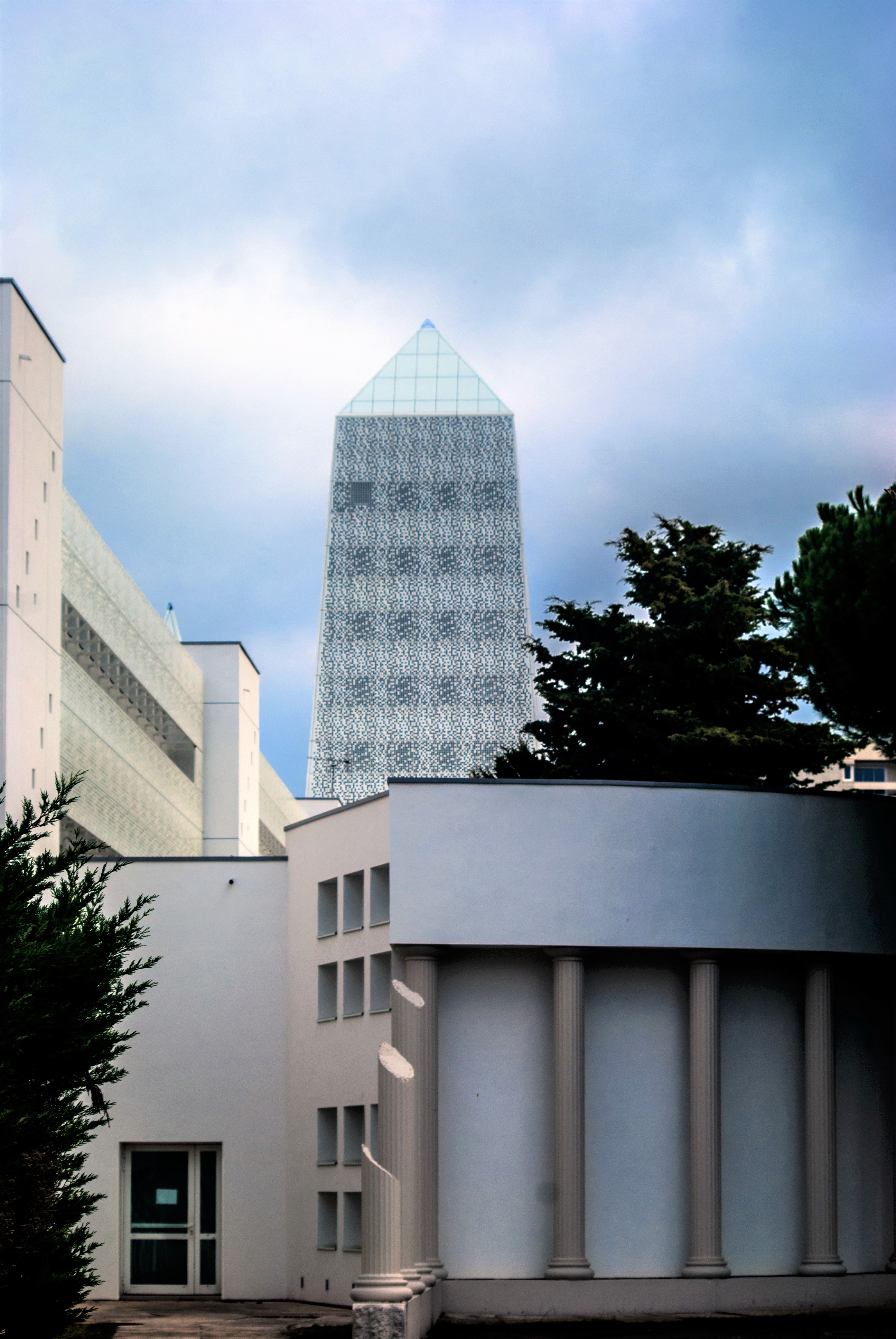
Photo extérieure du LISA

Le lycée de l’Image et du Son d'Angoulême ou LISA est un lycée général proposant des BTS Métiers de l'audiovisuel (son, image, montage et postproduction, techniques d'ingénierie et exploitation des équipements, gestion de production) et des DNMADE graphisme (illustration et microédition, images animées/motion design).

## Présentation
Le lycée est situé à Angoulême, dans le quartier de Ma Campagne. D'une longueur de 235 mètres sur 30 mètres de large, c'est probablement un des bâtiments les plus imposants du quartier. Sa tour le distingue des autres édifices de la ville.
Le LISA est en activité depuis la rentrée 1989-1990.

## L'architecture
L'architecte du LISA est Jean-Jacques Morisseau (Paris). Cet architecte diplômé et scénographe a depuis 1983 participé à un grand nombre d’appel d’offres dans le domaine de l’architecture. Un prix lui a été décerné par un jury pour son projet Opéra de la Bastille à Paris. Il a construit le théâtre La Colonne à Miramas et a réalisé le centre culturel et la restructuration du centre d’Albertville.
Le LISA est aussi une station de télévision régionale dotée d’une salle de spectacle multimédia de 250 places, le tout, câblé et interactif.
En 2020, des travaux sont lancés afin de rénover les façades du lycée.

## Formation
Dans le cadre de la réforme 2021 du nouveau baccalauréat, le LISA propose les spécialités habituelles scientifiques, économiques, littéraires et linguistiques. Auxquelles s’ajoutent certaines, plus spécifiques, nécessitant un recrutement sélectif , telles que le cinéma, le théâtre, le latin et des sections sportive athlétisme et judo.
Le LISA est surtout caractérisé par ses formations post-Bac : 
- BTS Métiers de l'audiovisuel avec cinq options possibles : métiers de l'image, métiers du son, gestion de production, montage et post-production, techniques d'ingénierie et exploitation des équipements,
- DNMADE graphisme avec deux options possibles : images animées/motion design ou illustration et microédition.

## Classement du lycée
Les résultats au Bac général sont stables depuis plusieurs années avec des scores globalement supérieurs ou égaux à 96% de réussite. Le nombre de mentions est en augmentation.En 2024, 97.7% des élèves du LISA ont obtenu le baccalauréat. 65 % l’ont obtenu avec mention.
Les résultats au BTS et DNMADE tournent autour de 97-98% en fonction des années.
En 2024,  le lycée se classe 7ème sur 20 établissements recensés dans le département, et il occupe le rang n°1 058 au niveau national. Le classement s'établit sur trois critères : le taux de réussite au bac, la proportion d'élèves de première qui obtient le baccalauréat en ayant fait les deux dernières années de leur scolarité dans l'établissement, et la valeur ajoutée (calculée à partir de l'origine sociale des élèves, de leur âge et de leurs résultats au diplôme national du brevet).

## Anciens élèves
Michelle Couttolenc, ingénieur du son  américano-mexicaine ayant remporté un oscar  dans la catégorie « meilleur son » en 2021 pour le film « Sound of metal » de  Darius Marder
Leïla Kadour, journaliste et animatrice radio et TV (France Inter et France Télévisions)
Lucas Tothe, producteur fondateur de la société Punchline Cinéma, ayant produit le court-métrage "L'aventure atomique" de Loïc Barché en 2019 qui a remporté le césar 2021.